# Edessa rufomarginata
Espèce
Edessa rufomarginata ou punaise à rebord roux est un genre d'insectes du sous-ordre des hétéroptères (punaises) et de la famille des Pentatomidae.

## Description

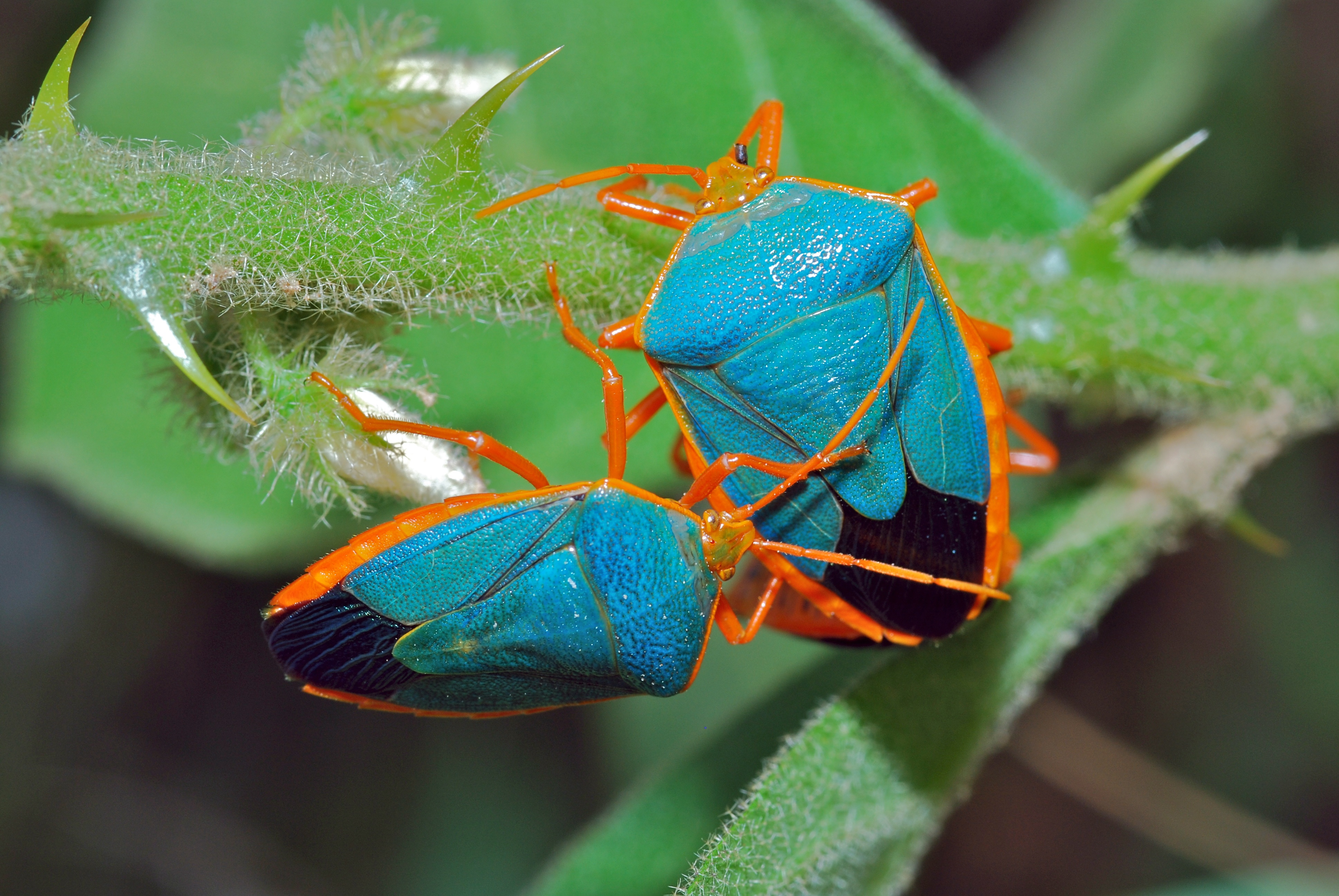
Edessa rufomarginata.

Edessa rufomarginata est une punaise ovale au corselet quasi triangulaire. Le dessus est vert avec un rebord roux et de dessous est jaune avec des rayures noires. Les antennes divisées en cinq articles de même grosseur et les pattes sont rousses.

## Publication originale
- De Geer, 1773 : Mémoires pour servir à l'histoire des insectes. Tome Troisième. Imprimerie P. Hesselberg, Stockholm. 696 pages, (p. 330, Pl. 34). (lire sur Gallica)

## Taxinomie
Il est à noter que la description de Charles de Geer de 1773 ne comporte pas de nom binominal et qu'elle aurait pu être considérée comme indisponible pour la nomenclature zoologique. Cependant, la Commission internationale de nomenclature zoologique considère cette description comme binominale et disponible comme une grande partie des descriptions publiées par Charles de Geer.